# New Thing
Pour les articles homonymes, voir Free jazz et New Thing at Newport.
New Thing (New Thing), publié en 2004, est un roman de l'écrivain italien connu sous le pseudonyme de Wu Ming 1 (it) (du projet Luther Blissett).

## Résumé
Ce roman polyphonique reconstitue certains aspects de la vie musicale jazz de New York dans les années 1960, particulièrement dans le milieu Free jazz (ou new thing), autour des figures de John Coltrane (1926-1967), Archie Shepp (1936-1970), McCoy Tyner (1938-), Jimmy Garrison (1934-1976), Babatunde Olatunji (1927-2003), Elvin Jones (1927-2004), Eric Dolphy (1928-1964), Ornette Coleman (1930-2015), Don Cherry (1936-1995), Pharoah Sanders (1940-), et quelques plus anciens comme Sun Ra (1914-1993) et Thelonious Monk (1917-1982), et bien d'autres encore.
C'est aussi l'époque de la montée des tensions entre minorités : le Mouvement des droits civiques aux États-Unis, Dr King (1929-1968), Nation of Islam, Malcolm X (1925-1965), Stokely Carmichael (1941-1998), le Black Power, le Black Panther Party, Rap Prown (en) (1943-), Huey P. Newton (1942-1989), LeRoi Jones (1934-2014), le programme Petit-déjeuner gratuit pour les enfants du BPP. Pour déstabiliser le Black Power, le FBI lance son programme de contre-espionnage CoIntelPro.
En quelques semaines au printemps 1967, à New York, trois jeunes musiciens de jazz sont assassinés : Tyrone Ekundayo Jackson (saxophoniste), Bill Vanneau (pianiste), David Kwesi Gant (percussionniste et batteur). La police (NYPD) enquête sans (pouvoir ou vouloir) relier les trois crimes. La journaliste Sonia Landgut, du Brooklynite (dans l'esprit du The Brooklyn Daily Eagle), proche de ce milieu jazz, enquête, puis disparaît. 
Au quatrième meurtre, également un dimanche, celui du contrebassiste Montgomery Burkhardt, les meurtres sont attribués (sauf par le NYPD) à un tueur en série raciste blanc, dénommé Fils de Whiteman, en référence à Paul Whiteman (1890-1967). La population s'inquiète. Norman Mailer et Shirley Chisholm interviennent. Le cinquième musicien assassiné est Lindani McWorther, saxophoniste amateur (de rue) de 19 ans.

## Personnages
- John Coltrane (1926-1967), alias Trane
- Tyrone Ekundayo Jackson (1947-1967), saxophoniste
- Bill Vanneau (-1967), pianiste
- David Kwesi Gant (1945-1967), percussionniste et batteur
- le Fils de Whiteman

## Narrateurs
Le récit entremêle des paroles de divers témoins survivants de cette période (presque 40 ans plus tôt) ou d'enregistrements de leurs voix, et de rapports divers :
- Augustus Rodney Dowland, musicien de jazz (de couleur) plus connu comme Rowdy-Dow
- Héctor Ramirez Delgado, immigré dominicain
- Green Man, jardinier de cimetière
- Le directeur, directeur du journal Brooklynite
- Sonia Langmut, journaliste du Brooklynite, très proche du milieu jazz noir, enquêtant sur l'affaire
- Let's-Play-A-Game
- Blood Will Tell
- Thumbtack
- Heavy Legs
- W. Ch.
- Garry Belden, journaliste du Brooklynite, collègue de Sonia Langmut sur cette affaire
- Julia May, compagne du musicien Ekundayo
- Git-On-The-Good-Foot
- Bill Vanneau, pianiste de jazz (de couleur)
- Angela Vanneau, épouse du pianiste Bill Vanneau
- D.E.M
- Albert D. Rizzi, capitaine de police, responsable de l'affaire du Fils de Whiteman
- Undercover, ancien policier infiltré
- Lindani McWhorter, saxophoniste jazz dilettante (de couleur)
- Tanisha McWhorter, sœur de Lindani McWhorter
- Plotinus Franklin, critique de jazz (de couleur)
- Joey Cafariello, crooner, et Joseph Cafaro
- Mahamid Zuwarah, tenant de la Véritable Église de l'Avion Mère (sur des bandes magnétiques de Sonia), désormais député républicain

## Générique
Hors récit, cette longue note apporte des précisions sur les intentions littéraires, les références historiques, les citations, les dettes, les choix.

## Accueil
Comme l'ensemble des productions du projet Luther Blissett et de Wu Ming, ce roman de Wu Ming 1 a, en douze ans, eu peu d'échos dans le public français,,,.